# Donald Regan
Donald Thomas Regan (Cambridge, Massachusetts, 21 de diciembre de 1918  - Williamsburg, Virginia, 10 de junio de 2003) fue un empresario y político estadounidense que desempeñó el cargo de Secretario del Tesoro de los Estados Unidos entre 1981 y 1985.

## Biografía
Fue primero Jefe de Gabinete de la Casa Blanca entre 1985 y 1987, y más tarde desempeñó el cargo de Secretario del Tesoro de los Estados Unidos entre 1981 y 1985, ambos cargos durante la presidencia de Ronald Reagan.
Fue un ferviente defensor de la " Reaganomía " y los recortes de impuestos para crear puestos de trabajo y estimular la producción. Antes de trabajar con el presidente Reagan, había sido presidente de Merrill Lynch, empresa en la que trabajó desde 1946. Estudió derecho en la Universidad de Harvard y luchó en la Segunda Guerra Mundial en el Cuerpo de Marines.
Murió en Williamsburg (Virginia) el 10 de junio de 2003.